# Searsia burchellii
Searsia burchellii är en sumakväxtart som först beskrevs av Otto Wilhelm Sonder och Adolf Engler, och fick sitt nu gällande namn av Moffett. Searsia burchellii ingår i släktet Searsia och familjen sumakväxter. Inga underarter finns listade i Catalogue of Life.